# الشرف (حبيش)

تعديل مصدري - تعديل

الشرف هي إحدى قرى عزلة المشيرق بمديرية حبيش التابعة لمحافظة إب، بلغ تعداد سكانها 611 نسمة حسب تعداد اليمن لعام 2004.